# Salim S. Abdool Karim

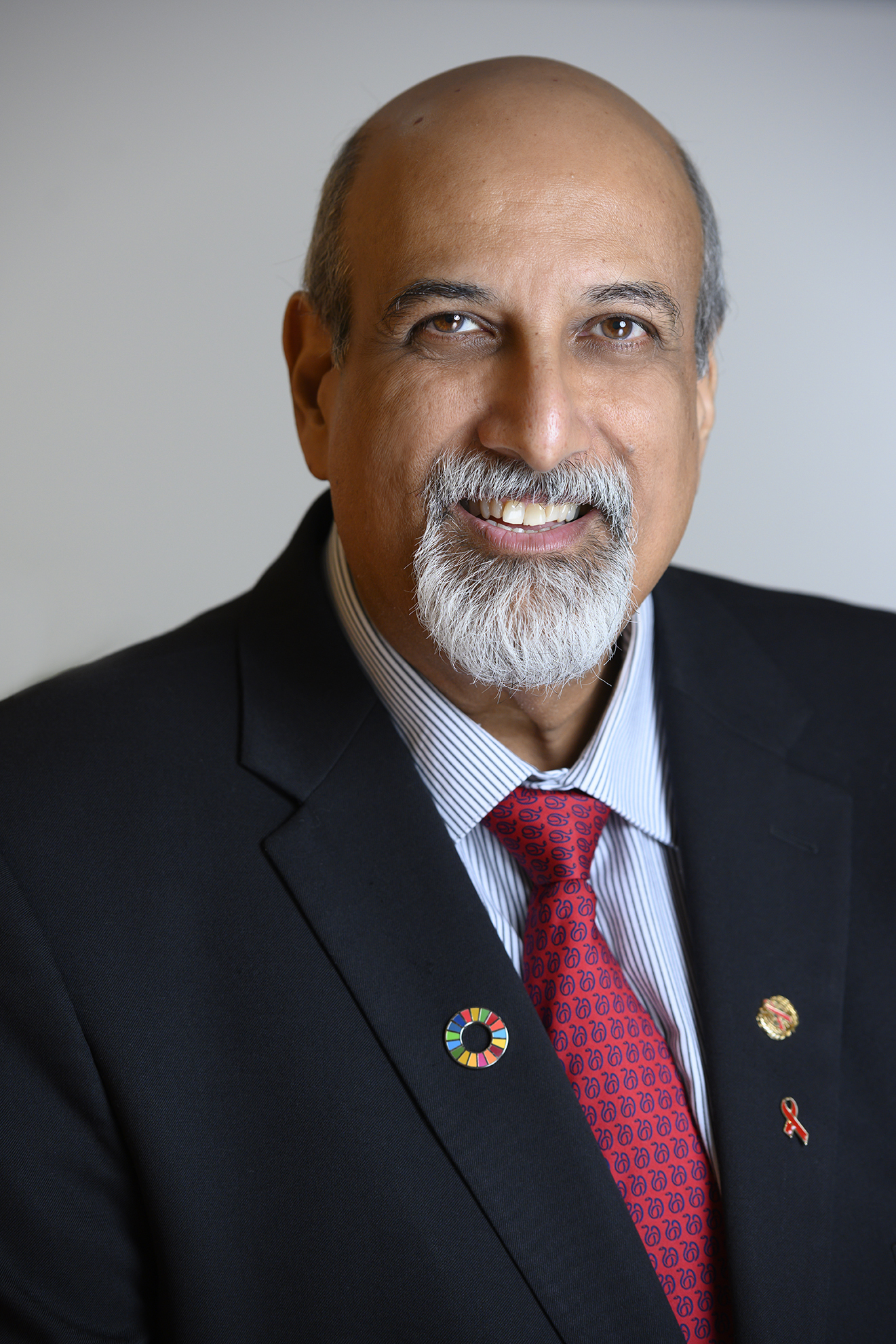
Salim S. Abdool Karim, 2020

Salim Safurdeen Abdool Karim (* 29. Juli 1960 in Durban, Südafrika) ist ein südafrikanischer Epidemiologe und Spezialist für Infektionskrankheiten. Er ist international anerkannt.

## Leben
1983 erwarb Karim den MBBCH an der University of Natal Medical School (University of Natal) in Durban, 1988 den MS an der Columbia University, New York. 1991 Karim erwarb einen PhD am College of Medicine, Südafrika und 1992 und 1999 zwei weitere PhD an der University of Natal. 2014 wurde ihm der DSc (Med.) (honoris causa) der Universität Kapstadt verliehen.
Er ist mit Quarraisha Abdool Karim verheiratet, mit der er früher in der Forschung zusammen gearbeitet hatte.
Karim ist Direktor des Centre for the AIDS Program of Research in South Africa (CAPRISA), stellvertretender Rektor (Forschung) der Universität von KwaZulu-Natal in Durban und Professor für Klinische Epidemiologie an der Mailman School of Public Health der Columbia University. Seit 2020 amtiert er als Vorsitzender des interministeriellen wissenschaftlichen Beratergremiums der südafrikanischen Regierung zur Bekämpfung der Covid-19-Pandemie.
Zudem ist er außerordentlicher Professor für Medizin am Weill Medical College der Cornell University, Außerordentliches Mitglied des Ragon Institute of Massachusetts General Hospital (MGH), Massachusetts Institute of Technology (MIT) und der Harvard University.
Karim  war Vorsitzender des UNAIDS Scientific Expert Panel. Er ist Berater bei Lancet-Global Health, Lancet-HIV und dem The New England Journal of Medicine.
Im CAPRISA wirkte er an zahlreichen Veröffentlichungen, insbesondere zur HIV/AIDS-Forschung mit. Karims Beiträge zu Mikrobioziden über 20 Jahre führten zum CAPRISA-004-Tenofovir-Gel-Test, der zeigte, dass antiretrovirale Medikamente sexuell übertragenen HIV-Infektionen und Herpes-simplex-Virus 2 bei Frauen vorbeugen können. Diese Ergebnisse hatten jedoch keinen Bestand. Seine klinische Forschung zur Behandlung von Patienten mit TB-HIV-Koinfektionen hat die internationalen Richtlinien maßgeblich bestimmt.
Karim ist Mitinhaber von Patenten im Bereich der HIV-Impfstoffe.

## Ehrungen
- Fellow der Academy of Science of South Africa
- Fellow der African Academy of Sciences
- Fellow der American Academy of Microbiology
- Fellow der Royal Society of South Africa
- Fellow der World Academy of Sciences
- Auswärtiges Mitglied des United States Institute of Medicine
- Präsident des South African Medical Research Council
- Mitglied der Royal Society

## Auszeichnungen
- TWAS-Preis in Medizin der Academy of Sciences for the Developing World
- President's Award der Drug Information Association für ”Outstanding Achievement in World Health”
- Gold Medal Award der Akademie der Wissenschaften Südafrikas
- Outstanding Senior African Scientist Award (2011)[17]
- John Dirks Canada Gairdner Global Health Award (2020)
- John Maddox Prize, zusammen mit Anthony Fauci (2020)[19]
- Michael-Faraday-Preis (2024)
- Lasker~Bloomberg Public Service Award (2024)